# Мемола, Хюсен
Хюсен Мемола (алб. Hysen Memolla; род. 3 июля 1992 года, Кавая, Албания) — албанский футболист, защитник клуба «Эгнатия». Выступал за национальную сборную Албании.

## Карьера в сборной
Молодёжная
С 7 по 10 мая 2012 года был вызван тестовые сборы в Молодёжную сборную Албании.
Основная
После удачных выступлений за хорватский «Хайдук», Мемола получил вызов в основную сборную Албании для участия в отборочных матчах Чемпионата Мира 2018 года против сборных Лихтенштейна и Македонии (2 и 5 сентября 2017 года).
5 сентября 2017 года Хюсен Мемола дебютировал за Албанию, выйдя на замену на 73-й минуте вместо Анси Аголи.
| № | Дата            | Оппонент  | Счёт | Голы | Пасы | Карточки | Минуты | Соревнование             |
| - | --------------- | --------- | ---- | ---- | ---- | -------- | ------ | ------------------------ |
| 1 | 5 сентября 2017 | Македония | 1:1  | —    | —    | —        | 17'    | Отбор ЧМ-2018 (группа G) |
| 2 | 6 октября 2017  | Испания   | 0:3  | —    | —    | —        | 45'    | Отбор ЧМ-2018 (группа G) |
| 3 | 3 июня 2018     | Украина   | 1:4  | —    | —    | —        | 45'    | Товарищеский матч        |

Итого: сыграно матчей: 3 / забито голов: 0; победы: 0, ничьи: 1, поражения: 2.
Последний вызов: 11 Октября 2019 года — Отбор ЧЕ-2020 (группа H) против Турции.